# Раскладчик
Раскладчик, или Привод с вращающимися кольцами — механизм, который превращает постоянное вращательное движение гладкого вала в возвратно-поступательное движение. Раскладочный механизм был разработан в 1952 г. немецким инженером Иоахимом Ухингом (Joachim Uhing) и известен также под названием «привод Ухинга».
Раскладчики действуют по принципу гаек на ходовых винтах, но при этом имеют переменный шаг винта, в право- или левозаходном варианте, при этом значение шага может быть также нулевым. Это действие достигается благодаря двум или четырём вращающимся кольцам, расположенным с возможностью поворота, которые охватывают вал и поочерёдно прижимаются к нему рабочими поверхностями особой формы. Если привод с вращающимися кольцами достигает концевого упора, который расположен в предварительно заданном положении, срабатывает механическое устройство переключения, поворачивая вращающиеся кольца в противоположном направлении, что приводит к реверсированию хода.
Привод с вращающимися кольцами существует для валов в диапазоне диаметров от 10 до 80 мм. В зависимости от размера, этот привод достигает тянущего усилия до 3 600 Н, скорости хода до 4 м/с и длины хода до 5 м.
Основной областью применения приводов с вращающимися кольцами является укладка ленточных материалов на бобины. Между концевыми упорами, положение которых отрегулировано по размеру фланца, раскладчик движется возвратно-поступательно, при этом размер хода настраивается по диаметру наматываемого материала, что позволяет получить безупречный результат намотки. Упрощённый вариант привода с вращающимися кольцами — шариковая гайка, которая была также разработана Ухингом; в этом случае, вращающиеся кольца установлены под постоянным углом. Изменение скорости и направления хода производится через привод вала. Благодаря отсутствию люфта, что обусловлено принципом этого привода, шариковой гайке отдают предпочтение в качестве привода оси в измерительных машинах.